# Louis Bousigues
Louis Auguste Bousigues est un prêtre catholique français du diocèse de Paris, né à Paris 9e (Seine) le 27 janvier 1914 et mort à Créteil (Val-de-Marne) le 16 juillet 1979. Il fut actif notamment au sein des chantiers du cardinal durant les Trente Glorieuses.

## Biographie
Louis Bousigues est le fils de Raymond-Louis Bousigues (1883-1914), docteur en droit, directeur d’une compagnie d’assurance, et de Renée Laurent son épouse.
Son père ayant été déclaré mort pour la France en décembre 1914, Louis Bousigues est reconnu pupille de la Nation par jugement du 20 juillet 1921. Il est élevé par sa mère auprès de qui il développe très tôt une vocation religieuse. Il a pour frère aîné le polytechnicien Camille Jean Bousigues (1910-1940), tué en Belgique en mai 1940.
Louis Bousigues étudie à Paris au collège des jésuites Saint-Ignace de la rue de Madrid.
Il entreprend en 1932 des études de droit à l’Institut catholique de Paris, où il est le condisciple de Paul Delouvrier. Il reçoit le prix Boudier en 1932 et obtient sa licence en 1935. Puis il intègre le séminaire des Carmes, où il est reçu bachelier en théologie cum magna laude et deuxième prix d'écriture sainte en juin 1939.
Il effectue son service militaire en 1934-1935 comme élève officier de réserve dans l’infanterie, est nommé lieutenant de réserve en septembre 1938, capitaine en 1949  et chef de bataillon en 1956.
Mobilisé en septembre 1939, il est capturé au terme de la bataille de France et déporté en camp de prisonnier au sein de l’Oflag IV-D. Ce camp, qui accueille au cours de la guerre plus de 5000 officiers français (avec leurs ordonnances) auxquels les conventions de Genève interdisent de travailler, est un intense foyer intellectuel. Les officiers universitaires y donnent des cours à leurs camarades, sur des sujets aussi divers que l’initiation à l’archéologie préhistorique, les sciences, l'anthropologie, l'histoire ou la théologie. Le camp compte en effet des professeurs de grand séminaire, dont le théologien Yves Congar (futur cardinal) ou le philosophe Jean Guitton (futur académicien).
Louis Bousigues poursuit donc sa formation, au sein de ce qui apparaît vite comme une véritable université libre. Il y côtoie également des profils très diversifiés, aussi bien sous les points de vue intellectuels que politiques et sociaux.
Il survit aux marches forcées imposées aux prisonniers par les Allemands à partir de février 1945, est libéré par l’armée rouge en avril, rapatrié en France et dispensé d’examen universitaire au bénéfice de l’ordonnance du 20 avril 1945 sur l’aide aux étudiants victimes de guerre.
Il est ordonné prêtre le 2 septembre 1945 à Notre-Dame de Paris, puis nommé vicaire de l'église Saint-Pierre de Neuilly-sur Seine, où il exerce de 1946 à 1959. Il y est notamment le directeur spirituel de Paul-Hélène Saint-Raymond. Compte tenu de sa jeunesse, de sa qualité d’ancien combattant et de l’expérience atypique des camps, il constitue toutefois un sujet de choix pour l’archevêque de Paris dans sa volonté d’évangéliser les banlieues Est de la capitale, à majorité communiste. Il est alors nommé curé de la paroisse de Tous-les-Saints à Bobigny, commune ouvrière en plein essor où n’existe qu’une église provisoire en préfabriqué. En mai 1963, le délégué général du diocèse pour le monde ouvrier le désigne en outre comme « curé du diocèse, dont la paroisse est sur une commune totalement marxiste (…) pour examiner les conditions de l’action pastorale et missionnaire, et donc de fixer quelques lignes d’orientation valables pour tout le diocèse ».
Lors de la réorganisation administrative de l’Île-de-France, en 1966, il passe au diocèse de Saint-Denis tout en gardant sa cure.
En 1969, il inaugure l’église de Tous-les-Saints à Bobigny, conçue sous sa direction par l’architecte Charles-Gustave Stoskopf et le vitrailliste Max Ingrand. Ce dernier, qui a connu Stoskopf à Strasbourg, est en effet un camarade de captivité de Louis Bousigues.
L’église achevée, il est nommé curé de Notre-Dame du Raincy le 27 septembre 1970. À partir de 1975, sa santé décline, mais il conserve néanmoins ses fonctions jusqu'à sa mort, se consacrant plus particulièrement aux jeunes, parmi lesquels il suscite un certain nombre de vocations religieuses.
Il était chevalier de la Légion d’honneur à titre militaire et titulaire de la Croix de guerre 1939-1945.